# Všetatská černava
Přírodní rezervace Všetatská černava byla poprvé vyhlášena 1. ledna 1987, opětovně vyhlášena roku 2013. Nachází se na katastrálních územích Všetaty a Chrást u Tišic. Důvodem ochrany jsou vápnitá slatiniště s mařicí pilovitou a druhy svazu Caricion davallianae s řadou na ně vázaných zvláště chráněných a vzácných druhů rostlin a živočichů. Území se překrývá s EVL Všetatská černava. Celková výměra činí 8,82 ha.

## Galerie

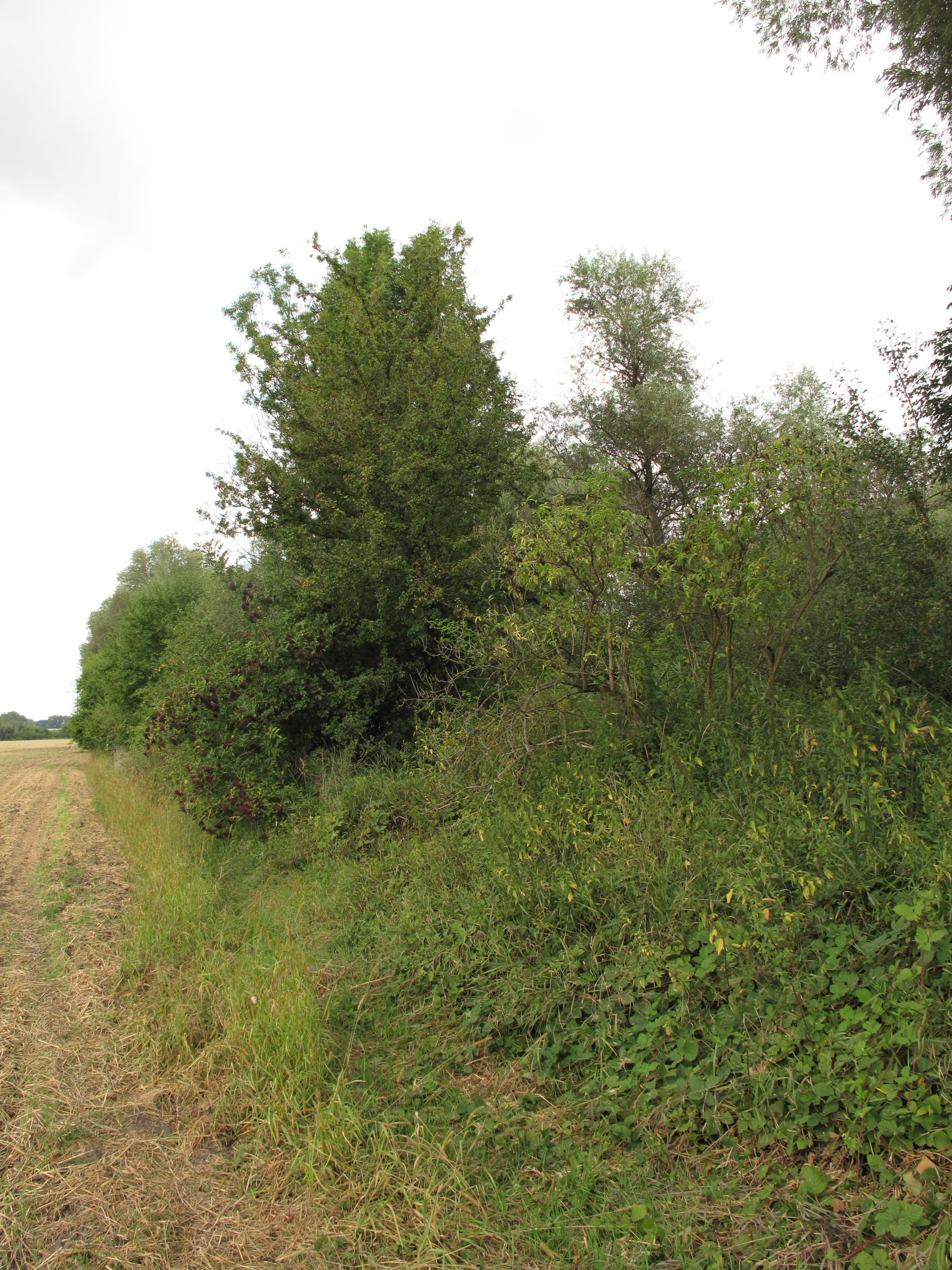
Okraj Černavy
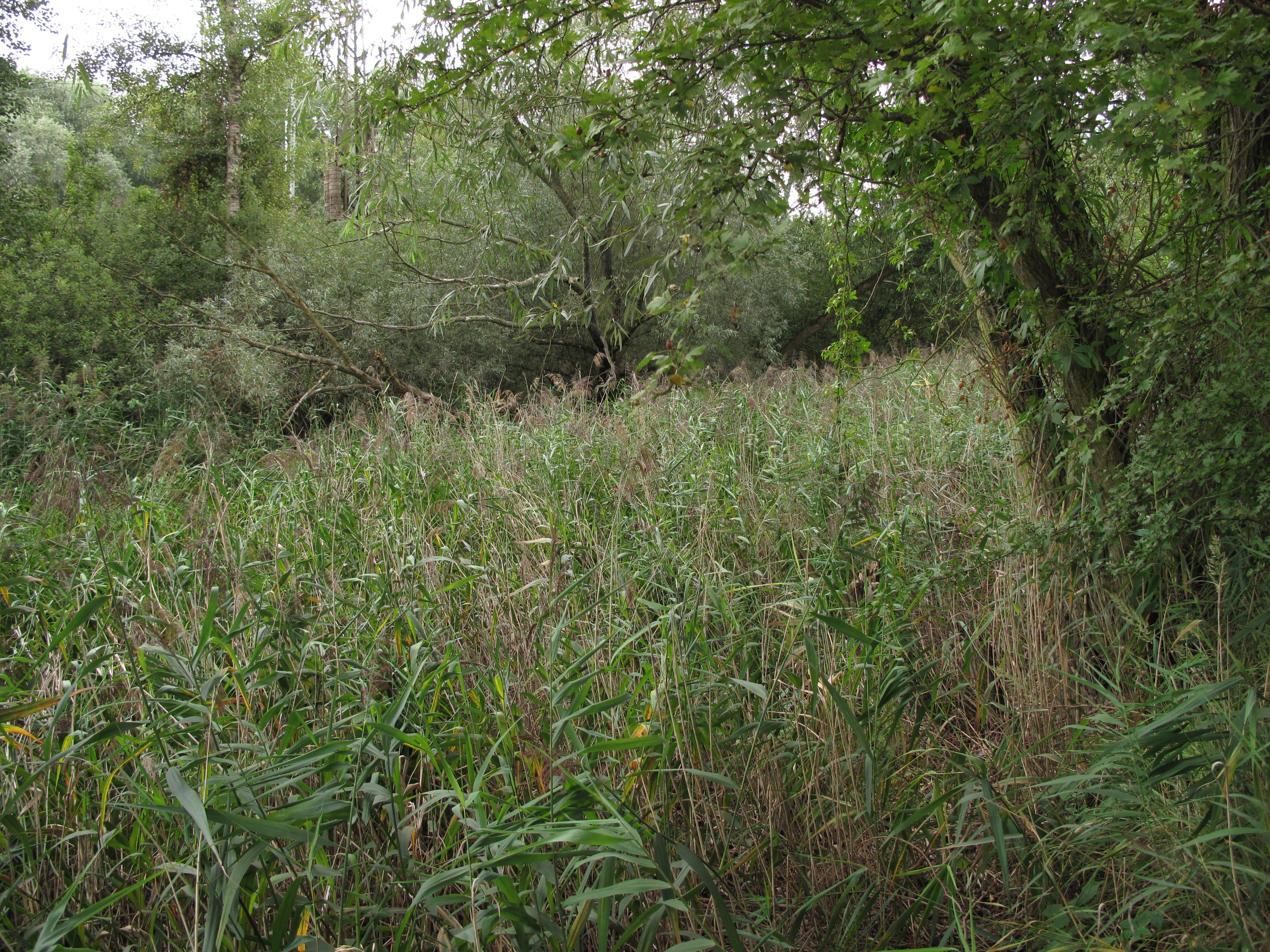
Rákosina